# Bathygobius ostreicola
Bathygobius ostreicola är en fiskart som först beskrevs av Chaudhuri, 1916.  Bathygobius ostreicola ingår i släktet Bathygobius och familjen smörbultsfiskar. IUCN kategoriserar arten globalt som otillräckligt studerad. Inga underarter finns listade.